# MaK G 500 C
Unter der Bezeichnung MaK G 500 C baute die Maschinenbau Kiel (MaK) ab 1966 eine dreiachsige Lokomotive mit dieselhydraulischem Antrieb. Sie war neben der MaK G 700 C die leistungsschwächere der beiden C-gekuppelten Loks des zweiten Nachkriegs-Typenprogramms der Firma. Die bedeutendste Veränderung gegenüber den Lokomotiven des ersten Typenprogramms war der Einsatz von Gelenkwellen statt des zuvor verwendeten Stangenantriebs mit Blindwelle.

## Technische Merkmale
Die Achsfolge der MaK G 500 C ist C. Der eingebaute Motor des Typs MaK 6 M 282 hat eine Leistung von 390 kW (530 PS) bei 1050/min. Die Lokomotiven wurden mit Getrieben der Firma Voith ausgeliefert, die zulässige Höchstgeschwindigkeit beträgt 43 km/h. Die Dienstmasse liegt je nach Ausrüstung zwischen 55 und 60 Tonnen, der Tankinhalt beträgt 1400 Liter.

## Einsatz
Zwischen 1966 und 1975 wurden 22 Lokomotiven dieses Typs gebaut. Die Lokomotiven wurden überwiegend an Werkbahnen, vor allem in die Montanindustrie, geliefert. Allein 14 Loks gingen an die Krupp Stahl AG. Drei Loks kaufte die Gewerkschaft Sophia Jacoba und zwei die Klöckner Stahl GmbH. 
Bis auf eine 1994 verschrottete Maschine sind derzeit noch alle Lokomotiven im Einsatz. Drei gingen nach Italien, eine weitere in die Schweiz. Im Laufe der Jahre ist bei nahezu allen Loks ein Halterwechsel oder eine Umbeheimatung erfolgt. Im Jahr 2025 sind die größten Bestände des Loktyps bei den Deutschen Edelstahlwerken, der Hansebahn Bremen und dem Technischen Handel Rentschler zu finden, die alle jeweils drei Exemplare besitzen.
| Liste der MaK G 500 C |                  |         |                                |                                                       |                          |
| Fabriknummer          | NVR              | Baujahr | Erster Eigentümer              | Aktueller Eigentümer                                  | Anmerkungen und Verbleib |
| 500041                | 98 80 0266 001-3 | 1966    | Sophia Jacoba „10“             | EVB „304 51“ (1995)                                   |                          |
| 500042                | -                | 1966    | Rheinsalinen „2“               | IPE Locomotori S.r.l (Italien) (2008)                 | Ersatzteilspender        |
| 500045                | 98 80 0266 003-9 | 1967    | Krupp Stahl AG „KS-WR 60“      | Technischer Handel Rentschler (2020)                  |                          |
| 500048                | -                | 1969    | Zuckerfabrik Uelzen „1“        | Technischer Handel Rentschler (2022)                  | abgestellt               |
| 500050                | -                | 1970    | Krupp Stahl AG „KS-WR 61“      | -                                                     | verschrottet (1994)      |
| 500051                | -                | 1970    | Krupp Stahl AG „KS-WR 62“      | Deutsche Edelstahlwerke „2“ (2007)                    |                          |
| 500052                | 98 85 5837 902-6 | 1970    | Sophia Jacoba „11“             | Lok Service Balmer (Schweiz) „Klara“ (2016)           |                          |
| 500055                | -                | 1970    | Städtische Häfen Hannover „10“ | Acciai Speciali Terni S.p.A. (Italien) „LD 15“ (2015) |                          |
| 500056                | -                | 1971    | Sophia Jacoba „12“             | MaLoWa Bahnwerkstatt (2015)                           |                          |
| 500059                | -                | 1972    | Krupp Stahl AG                 | Venator Germany „4“ (2018)                            |                          |
| 500060                | -                | 1972    | Klöckner Stahl „24“            | Hansebahn Bremen „24“ (2010)                          |                          |
| 500061                | -                | 1972    | Klöckner Stahl „25“            | Hansebahn Bremen „25“ (2010)                          |                          |
| 500062                | -                | 1973    | Krupp Stahl AG „KS-WR 63“      | Railfer S.r.l. (Italien)                              |                          |
| 500063                | -                | 1973    | Krupp Stahl AG „KS-WR 64“      | K+S „2“ (1994)                                        |                          |
| 500064                | -                | 1974    | Krupp Stahl AG „KS-WR 65“      | K+S "1" (1995)                                        |                          |
| 500065                | -                | 1974    | Krupp Stahl AG „KS-WR 66“      | Technischer Handel Rentschler (2020)                  |                          |
| 500066                | -                | 1974    | Krupp Stahl AG „KS-WR 67“      | InfraServ Logistics „3“ (1995)                        |                          |
| 500070                | -                | 1974    | Krupp Stahl AG „KS-WR 68“      | Hansebahn Bremen "23" (2010)                          |                          |
| 500071                | -                | 1974    | Krupp Stahl AG „KS-WR 69“      | Captrain Deutschland CargoWest „V 51“ (2015)          |                          |
| 500072                | -                | 1975    | Krupp Stahl AG „KS-WR 70“      | Deutsche Edelstahlwerke „4“ (2007)                    |                          |
| 500073                | -                | 1975    | Krupp Stahl AG „KS-WR 71“      | Buderus „1“ (1994)                                    |                          |
| 500074                | -                | 1975    | Krupp Stahl AG „KS-WR 72“      | Deutsche Edelstahlwerke „5“ (2007)                    |                          |